# 거북왕
《거북왕》(カメックス 카멕스[*], 영어: Blastoise 블래스토이즈[*])는 포켓몬스터 시리즈에 등장하는 가공의 캐릭터이다. 분류는 등딱지 포켓몬이다.

## 특징
어니부기의 진화형. 등껍질에서 2개의 거대한 로켓포가 나온다. 로켓포로부터 힘차게 분사되는 물은 두꺼운 철판을 뚫을 정도의 파괴력이 있고 사정거리는 50미터 이상이다. 단단한 피부는 파워뿐만 아니라 저항력도 강하다. 귀와 꼬리는 살로 되어 육지에서도 익숙해 졌다고 할 수 있다. 위기 상태에 빠지면 등껍질 안에 숨는다. 《포켓몬스터 청》의 표지에도 그려져 있다.

## 게임에서의 거북왕
게임에서는 어니부기가 레벨 36에서 진화한다. 「하이드로펌프」 같은 물 타입의 대표적인 기술을 익힐 수 있다. 방어와 특수방어가 높다.
순수한 물 타입의 포켓몬이지만, 기술머신으로 「지진」, 「냉동빔」, 「눈보라」를 배워 약점인 풀 타입과 전기 타입을 견제할 수 있다. 또 기술을 가르쳐 주는 NPC나 기술 유전까지 활용하면 마자용이 배울 수 있는 「미러코트」와 「카운터」도 배울 수 있다. 하트비늘을 사용하면 「러스터캐논」을 익힐 수 있고, 또한 물 타입 최강의 기술, 「하이드로캐논」을 배울 수 있다. 또한 「악의 파동」과 「용의 파동」과 「파동탄」 등, 다양한 파동 기술을 습득할 수 있다. 메가진화 이후 특성이 메가런처로 바뀌어 「물의 파동」, 「악의 파동」, 「용의 파동」, 「파동탄」의 기술들 위력이 1.5배 증가한다. 
《포켓몬스터 X·Y》에서는 메가스톤 '거북왕나이트'를 지니면 메가진화를 할 수 있다. 메가진화를 하게 되면 눈동자색깔이 바뀌고 덩치가 커지고 양쪽 앞다리에 포가 생겨나고 머리 윗부분에도 거대한 대포가 생겨난다.
《대난투 스매시브라더스》, 《대난투 스매시브라더스 DX》에서 몬스터볼로부터 출현하는 포켓몬의 하나로서 등장.
《포켓몬 유나이트》에서는 유나이트배틀 본부에서 8000골드를 주고 구매할 수 있고 5, 9레벨에 진화를 한다.
《포켓몬스터 소드실드》에서는 갑옷섬에서 꼬부기를 받을 수 있으며 거다이맥스를 할 수 있다. 거다이포격이라는 위력 160의 기술을 쓸 수 있다.

## 애니메이션에서의 거북왕
《포켓몬스터》69화에서 거북왕의 섬의 잠 많은 보스.
오렌지 제도의 체육관전에서 강주의 포켓몬으로 나와 대결할 때 지우의 라프라스와의 파도타기 대결에서 진다. 또, 성도리그에서 라이벌 오바람의 파트너로 등장하여 질뻐기를 후퇴시키고 헤라크로스와 베이리프를 쓰러뜨리지만 리자몽에게 패한다.
《포켓몬스터 디 오리진》에서 그린의 꼬부기가 최종진화한 상태로 등장한다. 등장하자마자 쥬피썬더를 쓰러뜨리고 이어 레드의 파이리가 최종 진화한 상태로 최종배틀을 하는데 리자몽이 최후의 순간 회오리불꽃으로 거북왕을 몰아붙이고 불대문자를 맞아 패배한다.
《포켓몬스터 XY》특별편에서 사천왕 즈미가 메가거북왕을 사용하여 용의 파동으로 알랭의 메가리자몽X를 쓰러뜨렸다.
극장판 《뮤츠의 역습》에서 실제 거북왕이 등장한다.
극장판 《열공의 방문자 테오키스》에서 등장한다.
만화책 《포켓몬스터 스페셜》에서 블루가 사용한다.

## 같이보기
- 포켓몬스터
- 포켓몬의 목록